# Leslie S. Hiscott
Leslie Stephenson Hiscott, född 25 juli 1894, död 3 maj 1968, var en engelsk filmregissör och manusförfattare som gjorde över sextio filmer mellan 1925 och 1956. Han föddes i London 1894 och regisserade Alibi (1931), den första filmskildringen någonsin av Hercule Poirot, Agatha Christies belgiska detektiv, med Austin Trevor i huvudrollen. Han regisserade även två uppföljare, Black Coffee (1931) och Tretton vid bordet, även de med Trevor i huvudrollen.
Under 1930-talet blev han mest känd för sina mysteriefilmer, och arbetade även med porträttering av Conan Doyles Sherlock Holmes och Alfred Edward Woodley Masons Inspector Hanaud. Han arbetade mycket på Twickenham Film Studios i västra London, vilken han även varit med att grunda.